# Ortucchio
Ortucchio è un comune italiano di 1 719 abitanti della provincia dell'Aquila, in Abruzzo.

## Geografia fisica

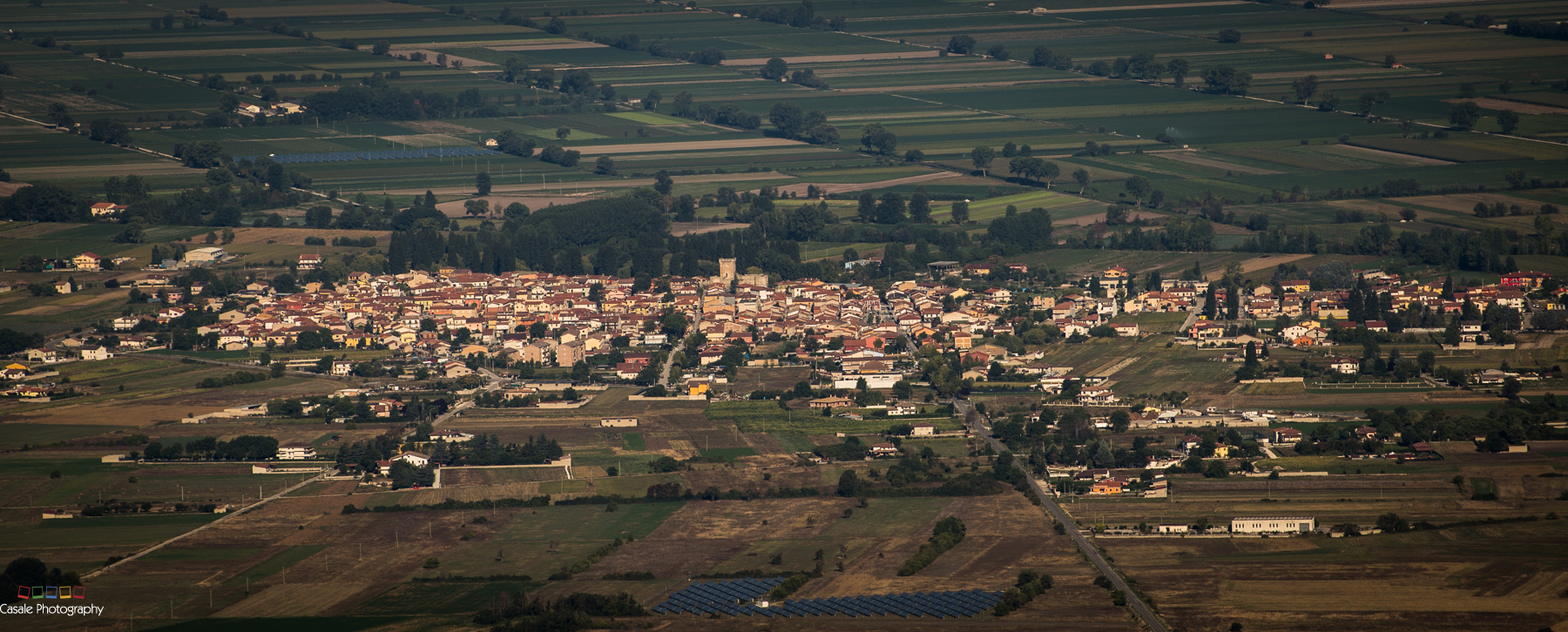
Veduta panoramica di Ortucchio

Il comune marsicano è situato sul versante sud-est della piana del Fucino, dove prima del prosciugamento dell'omonimo lago sorgeva una piccola isola dai confini non chiaramente delineati a causa della variazione dei livelli dell'acqua nel corso del tempo. Il territorio si caratterizza per i paesaggi totalmente differenti tra loro come la fitta boscaglia di montagna, i fertili campi della piana fucense, la zona archeologica o quella artigianale e industriale.
Il paese, confinante con i territori di Collelongo, Gioia dei Marsi, Lecce nei Marsi, Venere dei Marsi e Trasacco, è situato a ridosso dell'area di protezione esterna del parco nazionale d'Abruzzo, Lazio e Molise.

## Origini del nome
Ortucchio era una piccola isola situata all'estremità sud orientale del lago Fucino paragonata dall'umanista Pietro Marso, all'isola di Ortygia nel mare di Siracusa da cui acquisì il toponimo medievale. Un'ipotesi farebbe derivare il toponimo da una variazione linguistica del termine latino Hortus ("piccolo orto" o "giardino") oppure da Ortus aquarum ("origine dalle acque").

## Storia
Ortucchio come tutta l'area del Fucino fu abitata sin dall'epoca preistorica dalle tribù bertoniane che, spostandosi dall'area costiera, trovarono riparo nelle grotte presenti a mezza costa alle pendici dei monti, lungo la linea del bacino lacustre. Rivestono particolare interesse archeologico ed archeozoologico le cavità situate nel territorio comunale, in particolare le grotte Maritza, di Ortucchio, La Cava e La Punta. Successivamente gli insediamenti umani si spostarono verso valle in prossimità della riva del lago fucense.
A cominciare dal primo millennio a.C. sulle sponde lacustri stanziarono stabilmente i Marsi, popolo italico di guerrieri e sacerdoti. 
A causa della mancata concessione della cittadinanza romana iniziarono le ostilità tra i popoli italici, che si unirono in una confederazione con a capo il condottiero Quinto Poppedio Silone, e i romani.
Dopo la prima metà del Quattrocento Paolo Marso e successivamente altri storici, tra cui Muzio Febonio e Pietro Antonio Corsignani, sostennero l'ipotesi che l'antica e mitica città di Archippe, inghiottita secondo la leggenda dalle acque del lago, fosse situata tra Ortucchio e Trasacco nella contemporanea località denominata Arciprete.
Di certo il centro situato a ridosso del colle che acquisì il nome di Ortuclae o Ortuclum veniva chiamato in epoca medievale Ortygia. Assoggettato a Ruggero conte di Celano passò successivamente grazie a Ferdinando d'Aragona sotto la signoria di Antonio Todeschini Piccolomini.
L'avvento dei Piccolomini mutò sensibilmente l'aspetto del paese, migliorando la condizione sociale. La dominazione spagnola e il successivo avvento dei briganti, legati alle rivolte napoletane di Masaniello, recarono devastazioni e gravi danni alla precaria condizione economica di quel periodo.
A tutto ciò si aggiunsero la peste del 1656 e le devastanti e improvvise inondazioni del lago Fucino.
Nel 1807 i cittadini fecero vanamente appello a Giuseppe Bonaparte affinché provvedesse a delocalizzare il centro abitato più a monte, al riparo dalle inondazioni fucensi. Bonaparte commosso dall'appello promise di farlo con il desiderio che il paese venisse ridenominato "Giuseppopoli".
Nella seconda metà dell'Ottocento Alessandro Torlonia riuscì a tramutare il lago in una fertile pianura, sfruttando l'opera idraulica dei Cunicoli di Claudio, preesistente dall'epoca romana. Dopo aver fatto ingrandire collettore ed emissario fu prosciugato il Fucino, fino ad allora terzo lago d'Italia per estensione. Casa Torlonia fu dichiarata proprietaria per quasi un secolo dei terreni emersi contro il volere dei comuni ripuari.
Il terremoto della Marsica del 1915 causò circa 1.200 vittime su un totale di 2.534 abitanti e gravissimi danni al patrimonio architettonico di Ortucchio, in particolare alla chiesa di Sant'Orante e al castello Piccolomini. Il paese fu ricostruito nel corso del XX secolo.
Dopo le lotte contadine il Governo varò la riforma agraria del 1950 che portò anticipatamente all'esproprio dei terreni fucensi ai danni dei Torlonia e alla formazione, il 28 febbraio 1951, dell'ente di gestione pubblica della Maremma e del Fucino con il conseguente graduale miglioramento delle condizioni socioeconomiche del territorio.

### Simboli
Lo stemma e il gonfalone attuali sono stati concessi con DPR del 4 febbraio 1993.
Il gonfalone è un drappo di azzurro.
Le mezzelune sono riprese dal blasone della famiglia Todeschini Piccolomini.
Uno stemma precedente era stato riconosciuto con decreto del Capo del Governo del 25 dicembre 1942 e vi era rappresentata una fontana zampillante d'argento in campo d'azzurro.

## Monumenti e luoghi d'interesse

### Architetture religiose

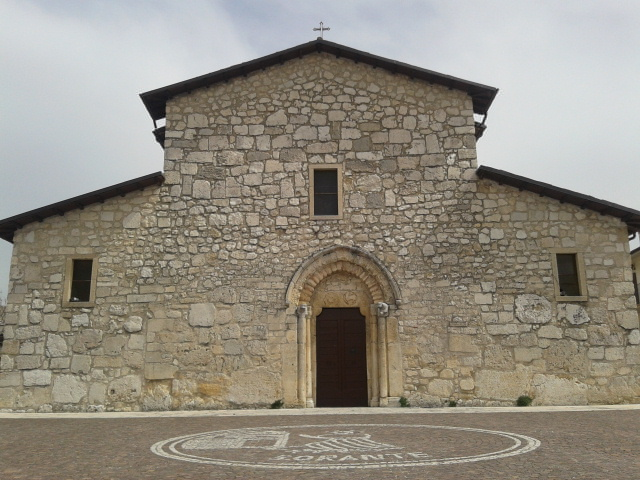
Il santuario di Sant'Orante

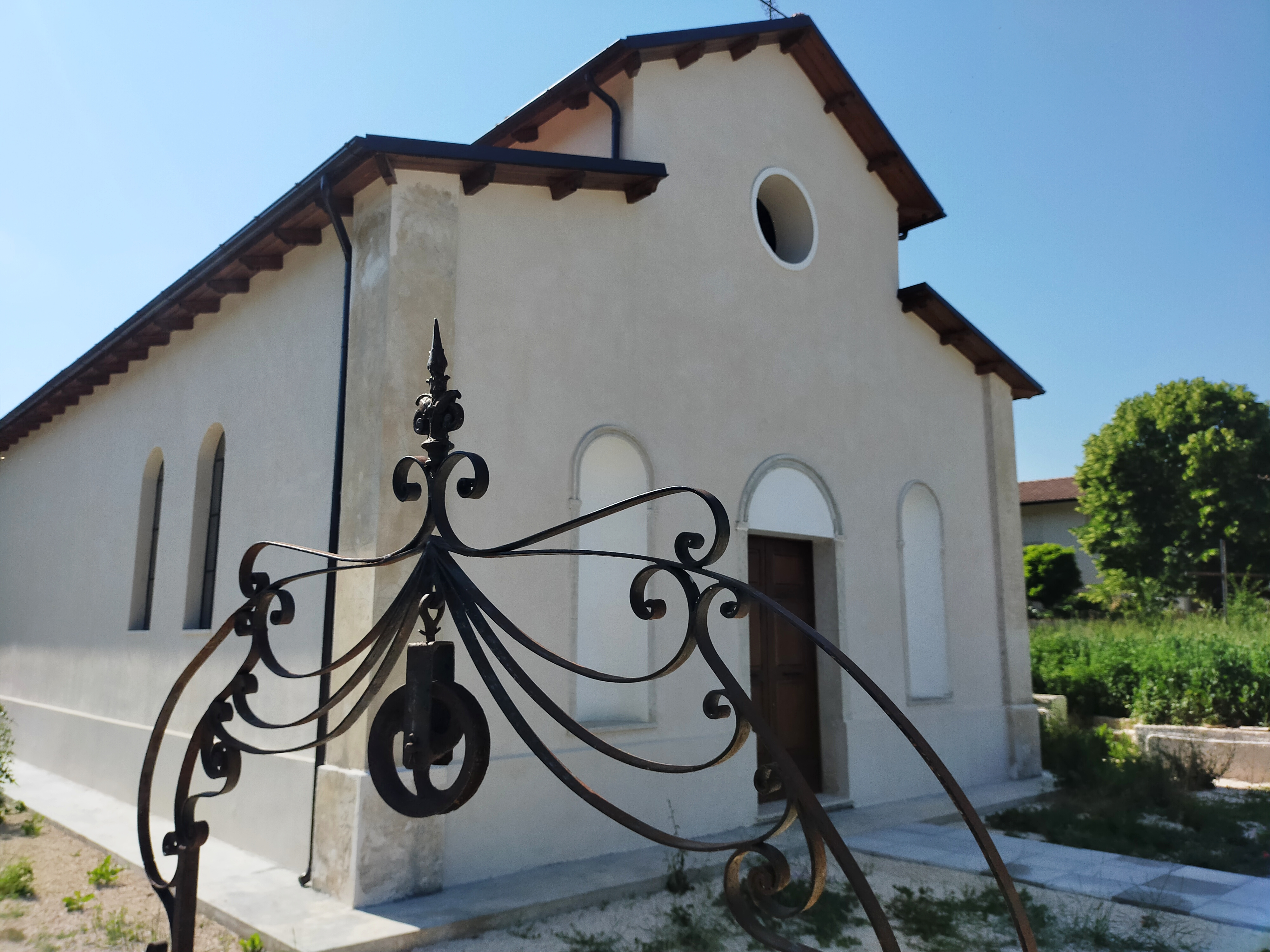
Il santuario della Madonna del Pozzo

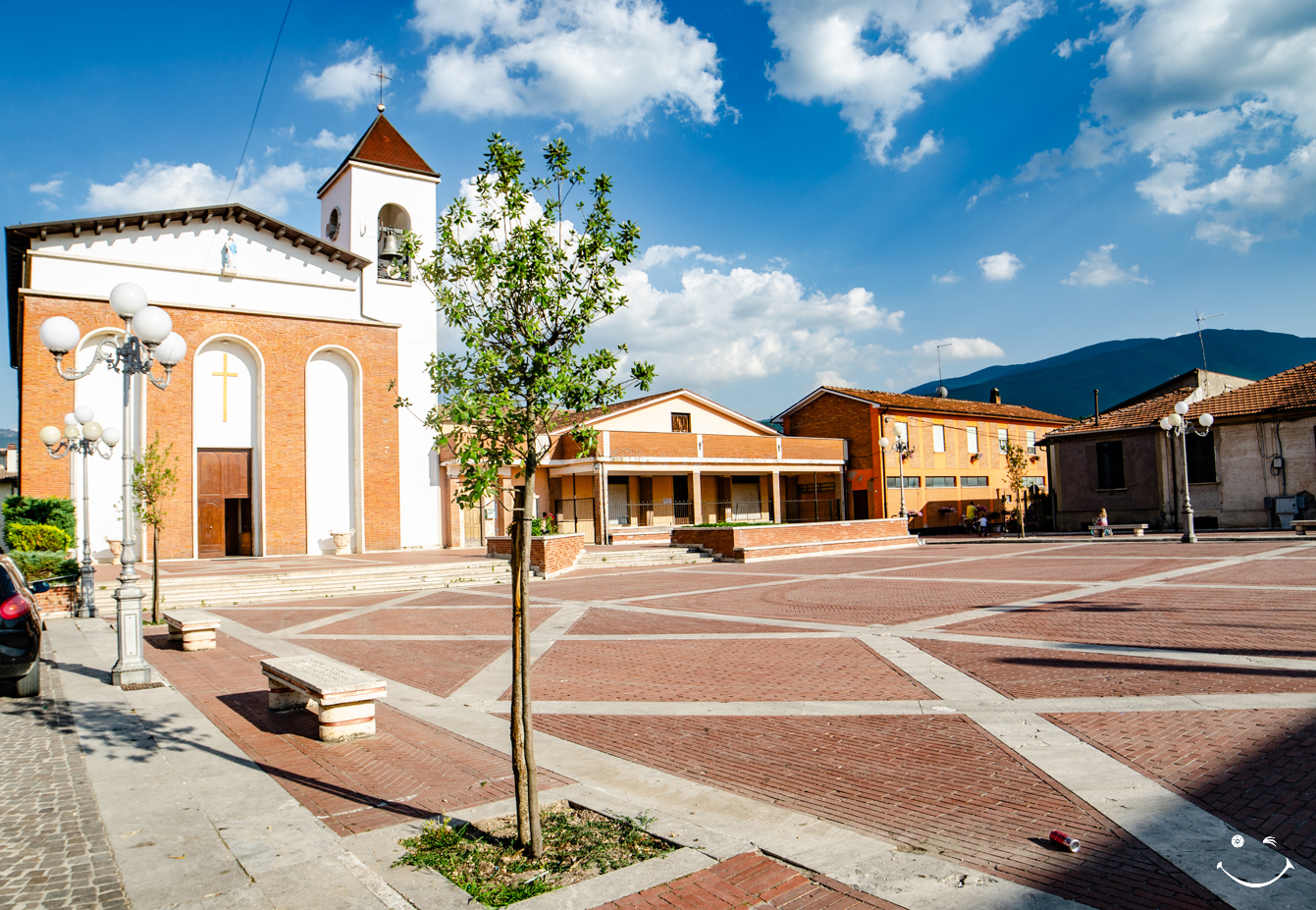
La chiesa di Santa Maria Capodacqua

Santuario di Sant'OranteL'edificio di culto più volte ampliato nel corso dei secoli, venne edificato intorno alla fine dell'VIII secolo su una preesistente struttura a base poligonale risalente al III-II secolo a.C. Il nome originario della chiesa era "Santa Maria in Ortucla" (o "Santa Maria in Ortuchís"). È dedicata al patrono sant'Orante che morì il 5 marzo 1431 ad Ortucchio. Gravemente danneggiata dal terremoto del 1915 è stata ricostruita alla fine degli anni sessanta. Nel 2018 il vescovo di Avezzano, mons. Pietro Santoro ha elevato la chiesa a santuario.
Santuario della Madonna del PozzoLa chiesa rurale sorge a circa tre chilometri da Ortucchio sulla strada per Lecce nei Marsi in località Cerqueto, toponimo che indica il grande bosco di querce che caratterizzava il paesaggio circostante e ricopriva interamente la valle di Ortucchio che si estendeva dalle rive del Fucino alle pendici dei monti circostanti. I luoghi furono descritti con incanto dal viaggiatore inglese Keppel Richard Craven che nell'Ottocento circumnavigò il lago. L'edificio originario fu edificato nel XII secolo. La chiesa della Madonna del Pozzo con gli annessi benefici dipese dall'abbazia di San Clemente a Casauria e, successivamente, dalla diocesi dei Marsi. Oltre che servire da luogo di culto dei tre paesi di Ortucchio, Lecce e Gioia, fu anche il punto di riferimento religioso del villaggio medievale di Vico e del poco distante monastero scomparso di San Clemente in Calluco.
Chiesa di Santa Maria CapodacquaLa chiesa parrocchiale situata nel centro urbano venne edificata nel corso degli anni cinquanta. L'edificio a navata unica si caratterizza per lo stile architettonico moderno.
- Chiesa scomparsa di San Rocco: l'edificio di culto fu irrimediabilmente danneggiato dal terremoto del 1915 e successivamente demolito[20].

### Architetture civili

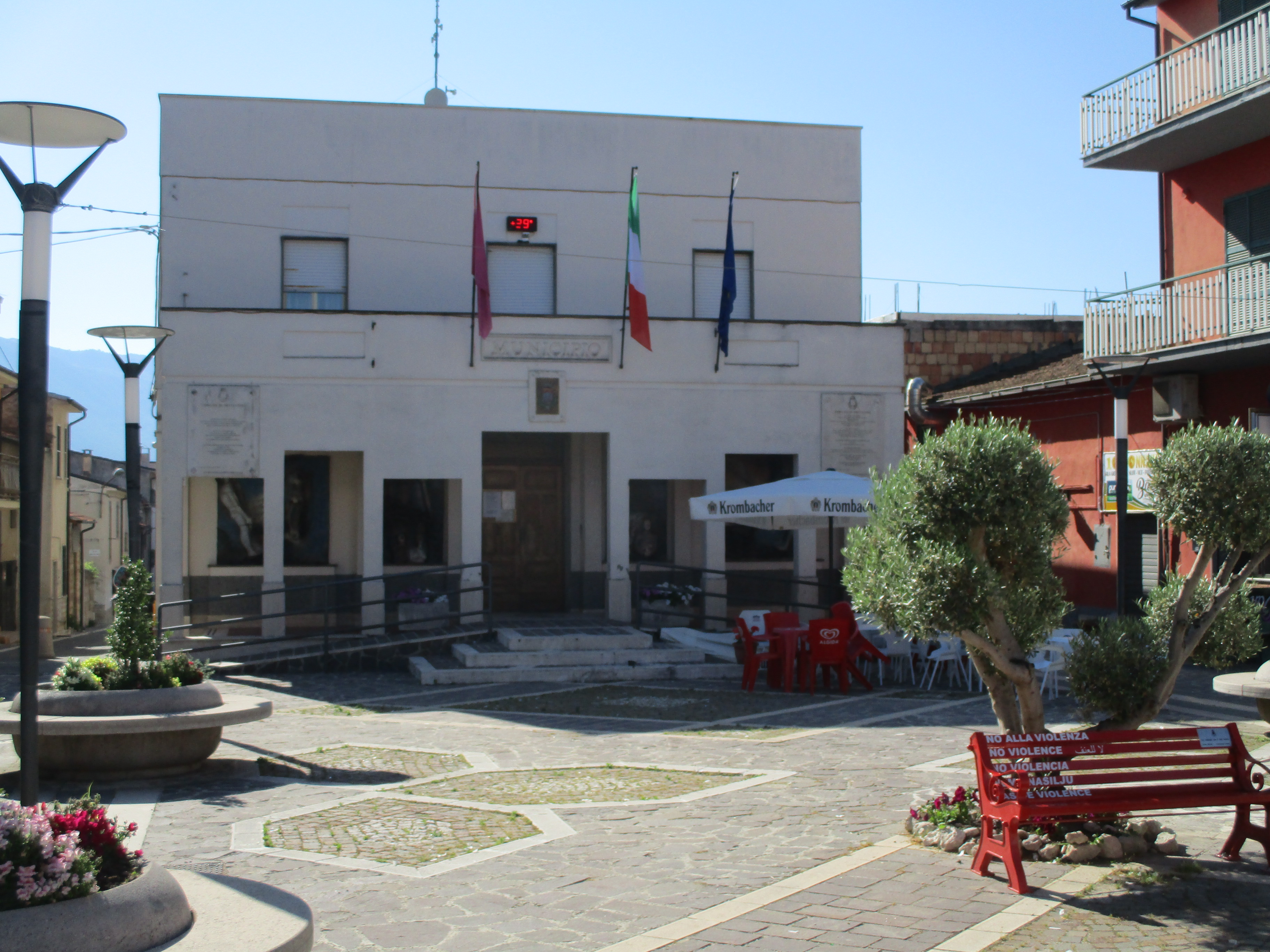
Il palazzo municipale

Palazzo municipaleL'edificio di architettura moderna che ospita il comune si trova nella piazza dedicata ad Alfred Zampa, costruttore di ponti negli Stati Uniti d'America.

### Architetture militari

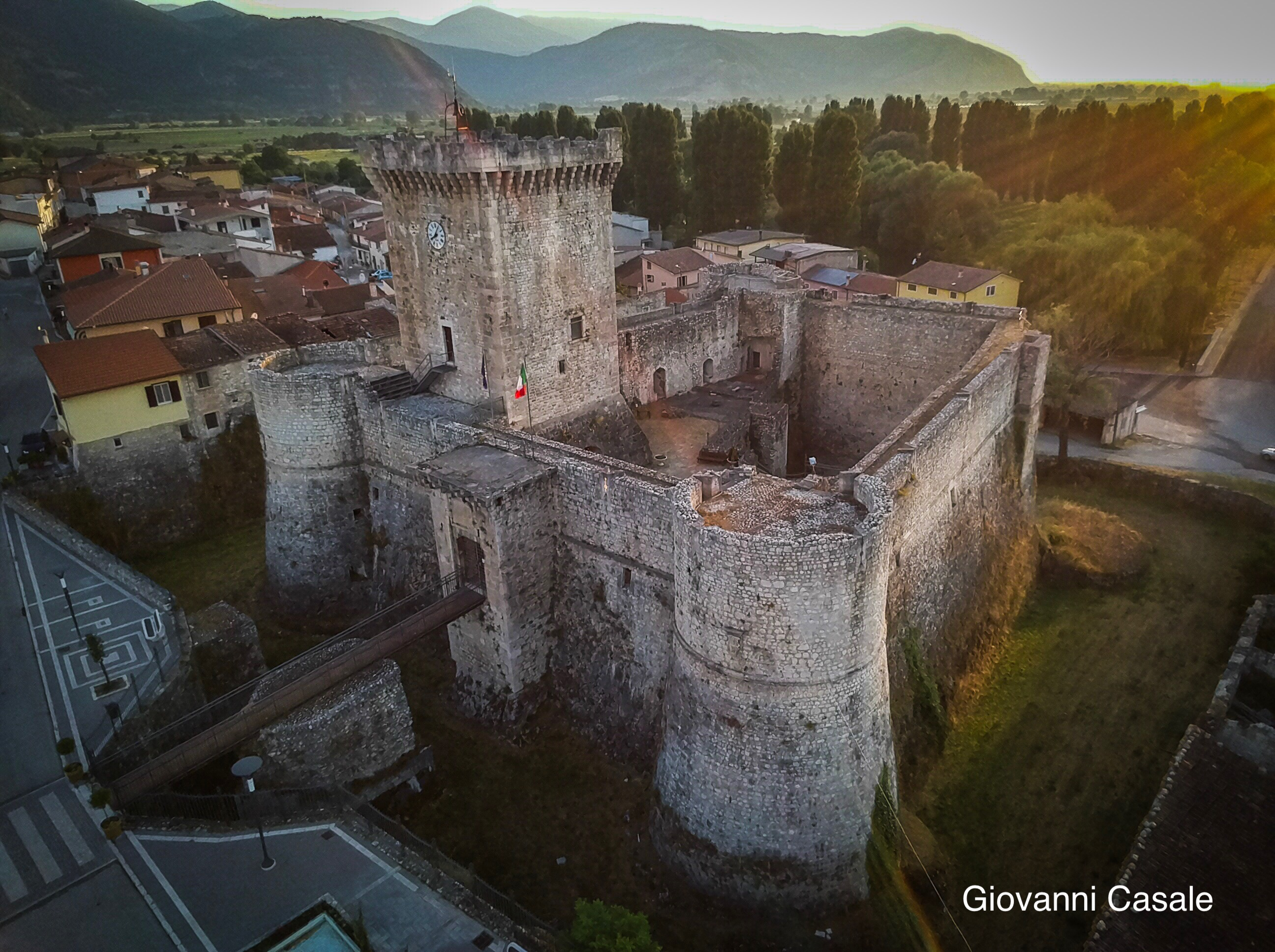
Il castello Piccolomini

Castello PiccolominiSi tratta di una struttura fortificata medievale e rara nella sua tipologia architettonica, condizionata, con i suoi elementi strutturali, a "coesistere" in una porzione del prosciugato lago del Fucino. Il maniero venne ultimato nel 1448 per volere di Antonio Piccolomini. Le parti più alte della struttura, accessibili al pubblico, offrono il panorama offerto dalla piana del Fucino e dal sottostante laghetto naturale con parco annesso. Il maniero non a caso, nel 1843, fu disegnato dal noto viaggiatore inglese Edward Lear, rapito dalla bellezza della fortezza lacustre medievale e dal paesaggio circostante.

### Siti archeologici

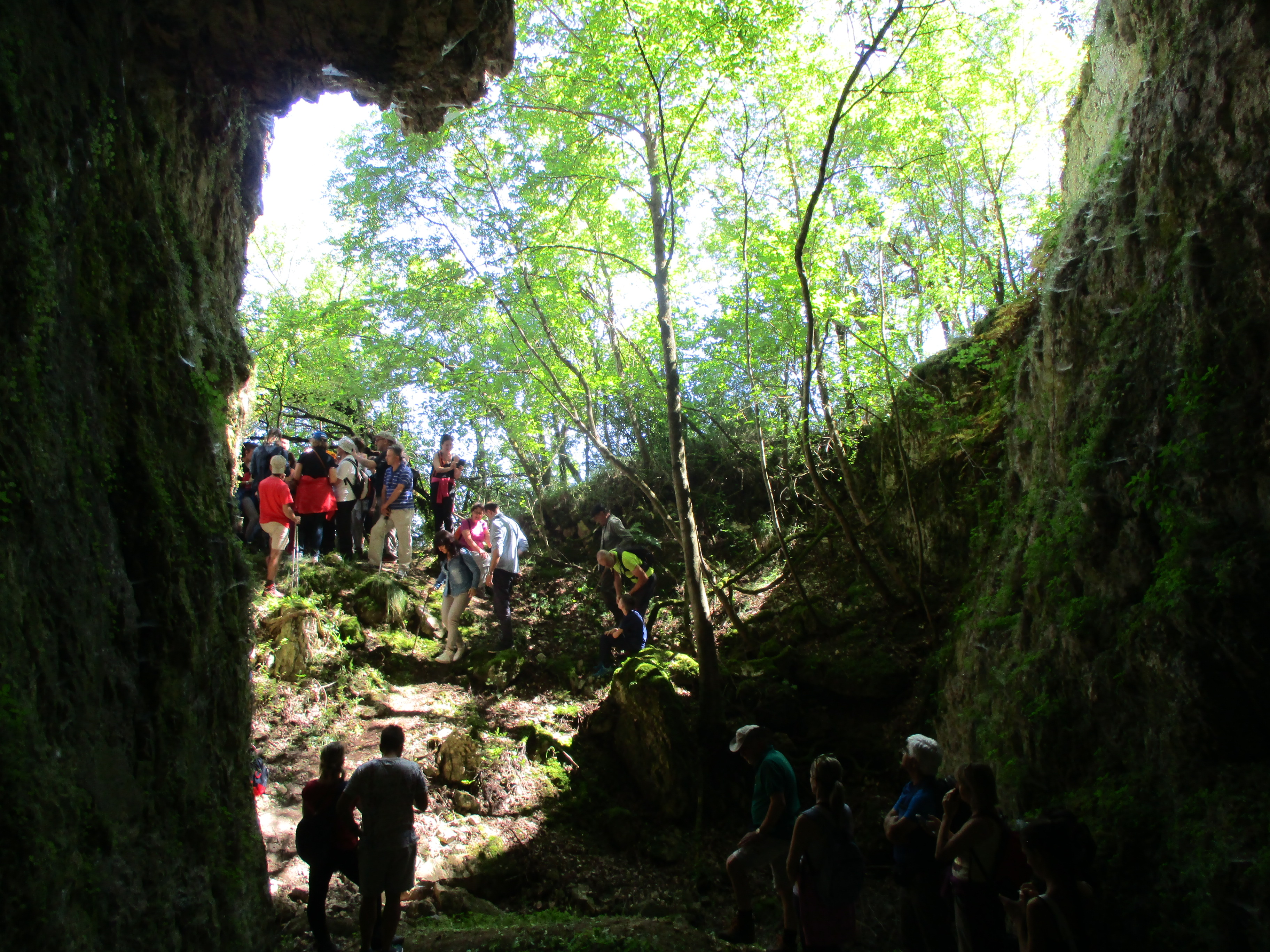
Ingresso della grotta La Punta

Grotte di OrtucchioLe grotte Maritza, Ortucchio (o dei porci), La Penna, La Cava e La Punta unitamente alle necropoli di Via Mesola, di Strada 28 del Fucino e al villaggio di Colle Santo Stefano, situato in località Pozzo di Forfora rappresentano dei complessi archeologici che testimoniano come sin dal Paleolitico superiore le popolazioni bertoniane provenienti dalla costa abruzzese e appartenenti alla razza di Cro-Magnon avessero stanziato in modo continuativo grazie alle favorevoli condizioni ambientali e climatiche del territorio circostante il lago Fucino. La prima ricognizione dell'area risale agli anni Cinquanta ed è stata condotta dall'archeologo Antonio Mario Radmilli dell'Università di Pisa. Articolati studi hanno dimostrato come tra i 23.000 e i 12.000 anni fa i livelli delle acque del Fucino fossero più bassi tanto da rendere praticabili i bordi lacustri e le sue cavità naturali di origine perlopiù tettonica. Studi e ricerche compiuti nei sedimenti dell'ex lago e i rinvenimenti nelle grotte testimoniano come i cambiamenti climatici ed ambientali, determinati anche dai mutamenti dei livelli lacustri, abbiano cambiato anche le abitudini e i comportamenti umani.

### Aree naturali

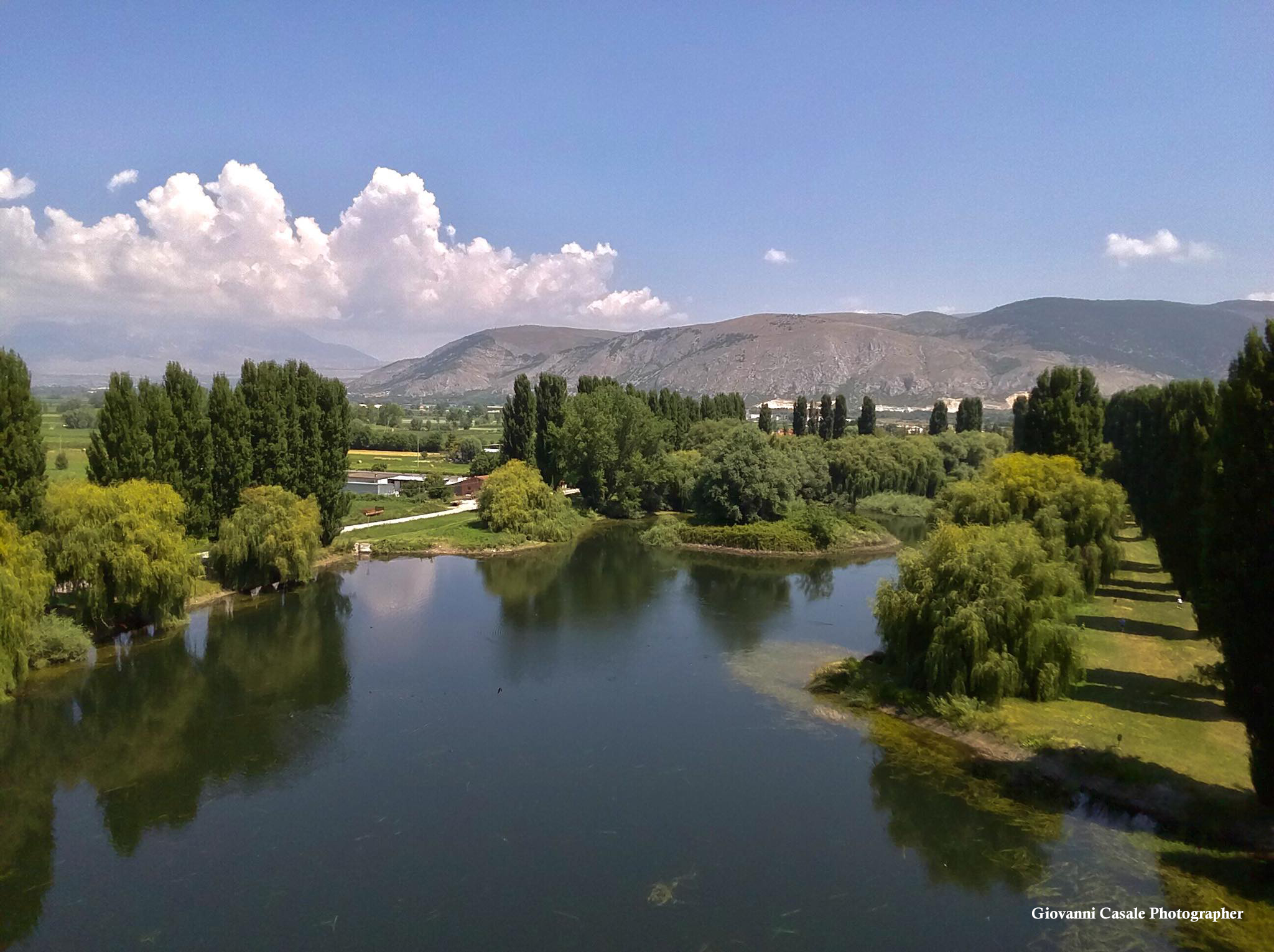
Il laghetto di Ortucchio

Laghetto di OrtucchioIl parco comunale di Ortucchio circonda il laghetto, unico residuo dell'antico lago Fucino, situato alle porte del paese.

## Società

### Evoluzione demografica
Abitanti censiti

### Etnie e minoranze straniere
I cittadini stranieri residenti a Ortucchio rilevati dall'Istat al 31 dicembre 2020 erano 183, pari circa al 10,5% della popolazione residente.

### Tradizioni e folclore
Il 5 marzo e il 28 settembre si svolgono rispettivamente le feste primaverili ed autunnali in onore del patrono di Ortucchio, sant'Orante.

## Cultura

### Musei
All'interno del centro spaziale del Fucino è collocato il museo tecnologico di Telespazio allestito a cominciare dal 1968 e visitabile dal 1986. Ospita attrezzature e infrastrutture cadute in disuso che rappresentano l'evoluzione delle telecomunicazioni.

### Eventi
Tra maggio e giugno si svolge la premiazione del concorso letterario nazionale Caro Diario rivolto agli autori di racconti inediti in forma di diario.

## Economia

### Agricoltura
Numerose aziende agricole della piana del Fucino si distinguono per la qualità degli ortaggi. Particolarmente rinomate sono le patate del Fucino, riconosciute con il marchio di qualità IGP attribuito dall'Unione europea, e le carote dell'altopiano del Fucino, anch'esse riconosciute IGP. Sono diverse le produzioni orticole d'eccellenza del territorio. In Abruzzo il 25% del PIL agricolo arriva dal Fucino.

### Industria

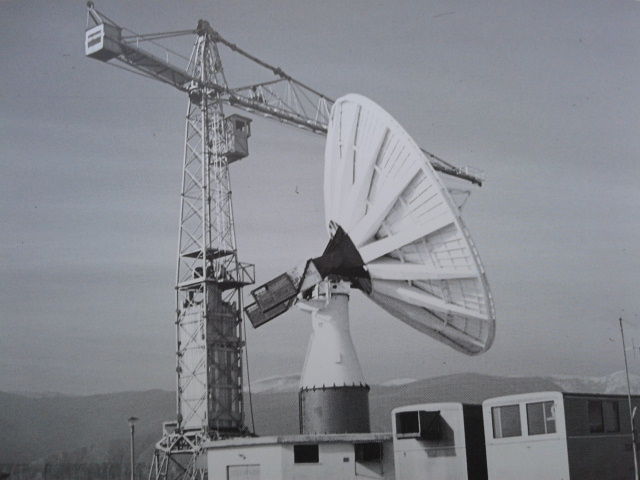
Costruzione della prima grande antenna di Telespazio nel 1966, dopo la fase sperimentale

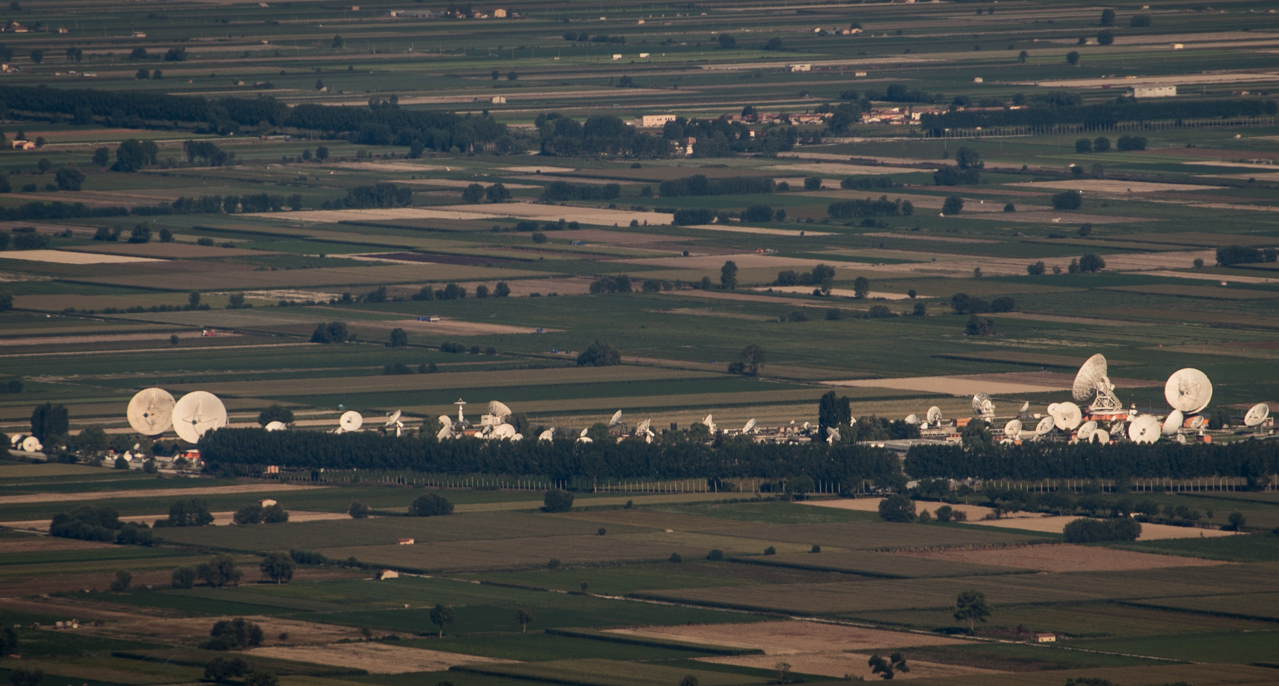
Il Centro spaziale del Fucino visto da Sperone

Il Centro spaziale del Fucino, gestito dalla società Telespazio, è situato nel territorio comunale in località Bacinetto, in via Cintarella. È stato realizzato a cominciare dal 1962 per gestire i primi esperimenti di telecomunicazioni satellitari tra l'Europa e gli Stati Uniti avviati nell'anno successivo. La fase sperimentale, conclusasi favorevolmente, ha consentito dal 1966 di procedere all'ampliamento del centro spaziale, attraverso la costruzione di diverse antenne paraboliche di grandi dimensioni. Con le sue 170 antenne distribuite su 370000 m² di superficie, è indicato come il primo e tra i più importanti teleporti al mondo per usi civili. Il centro spaziale, intitolato a Piero Fanti, ospita uno dei centri di controllo che gestisce i 30 satelliti e le attività operative del sistema di navigazione europeo Galileo.
Il centro è tra i principali operatori al mondo nel campo dei servizi satellitari. Per le sue attività l'azienda può contare su una rete nazionale ed internazionale di centri spaziali e teleporti. Quasi a collegare simbolicamente la moderna tecnologia delle comunicazioni spaziali con quella pionieristica di Guglielmo Marconi, presso la sede abruzzese di Telespazio, è stata situata la parte della poppa completa di elica e timone della nave Elettra sulla quale Marconi, dal 1919 sino agli anni trenta, effettuò studi e primi esperimenti di radiofonia, facendola diventare il primo "laboratorio galleggiante" della storia.
Alcuni frammenti ferrosi sono stati fatti analizzare dalla Camera di commercio, industria, artigianato e agricoltura di Roma che ha promosso il restauro del panfilo.
Il 24 marzo 1985 Papa Giovanni Paolo II in visita nel centro spaziale inviò un messaggio di pace a tutti i lavoratori del mondo.

## Infrastrutture e trasporti

### Strade
Il più vicino casello autostradale è quello di Pescina dell'autostrada A25.
La strada provinciale 21 Magoranese collega Casali d'Aschi, Gioia dei Marsi, Lecce nei Marsi e Ortucchio fino all'innesto con la strada statale 83 Marsicana che collega la Marsica orientale con il territorio del parco nazionale d'Abruzzo, Lazio e Molise. La provinciale 22 Circofucense unisce i centri della piana del Fucino di Avezzano, Luco dei Marsi, Trasacco, Ortucchio e San Benedetto dei Marsi.

## Amministrazione
Sul sito del Ministero dell'interno sono disponibili i dati di tutte le elezioni amministrative di Ortucchio dal 1985 ad oggi.
| Periodo         | Periodo         | Primo cittadino    | Partito                             | Carica      | Note   |
| --------------- | --------------- | ------------------ | ----------------------------------- | ----------- | ------ |
| 23 aprile 1995  | 12 giugno 1999  | Roberto Jageregger | Coalizione di centro                | Sindaco     |        |
| 13 giugno 1999  | 29 gennaio 2001 | Mario Frigioni     | Coalizione di centro                | Sindaco     | [ 39 ] |
| 30 gennaio 2001 | 12 maggio 2001  | Franca Santoro     |                                     | Commissario | [ 39 ] |
| 13 maggio 2001  | 28 maggio 2006  | Mario Frigioni     | Lista civica                        | Sindaco     |        |
| 29 maggio 2006  | 15 maggio 2011  | Federico D'Aulerio | Lista civica di centro-destra       | Sindaco     |        |
| 16 maggio 2011  | 4 giugno 2016   | Federico D'Aulerio | Lista civica Uniti per Ortucchio    | Sindaco     |        |
| 5 giugno 2016   | 3 ottobre 2021  | Raffaele Favoriti  | Lista civica Ortucchio che vogliamo | Sindaco     |        |
| 4 ottobre 2021  | in carica       | Raffaele Favoriti  | Lista civica Ortucchio che vogliamo | Sindaco     |        |

### Gemellaggi
- Capalbio[40]

## Sport

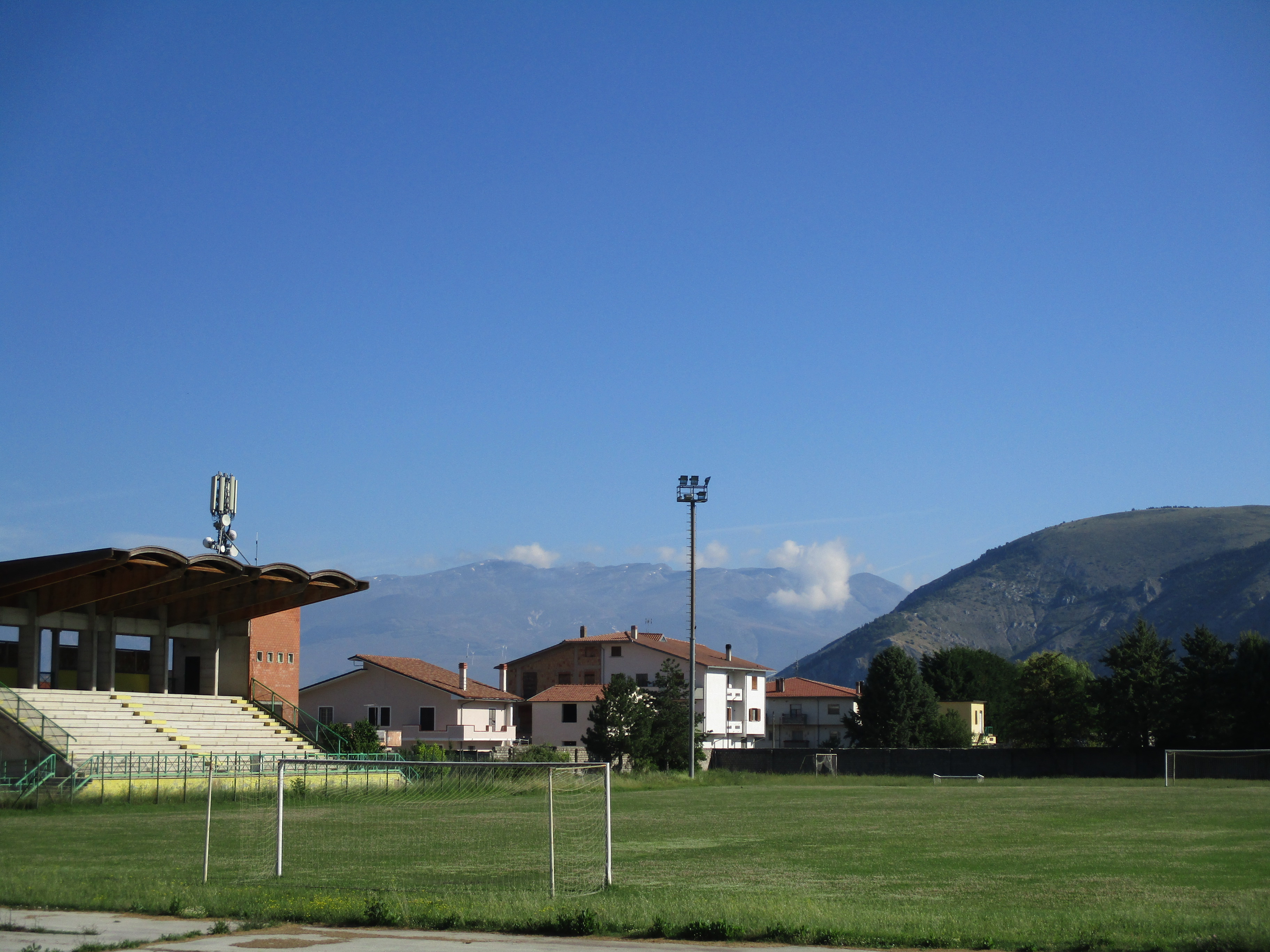
Lo stadio comunale

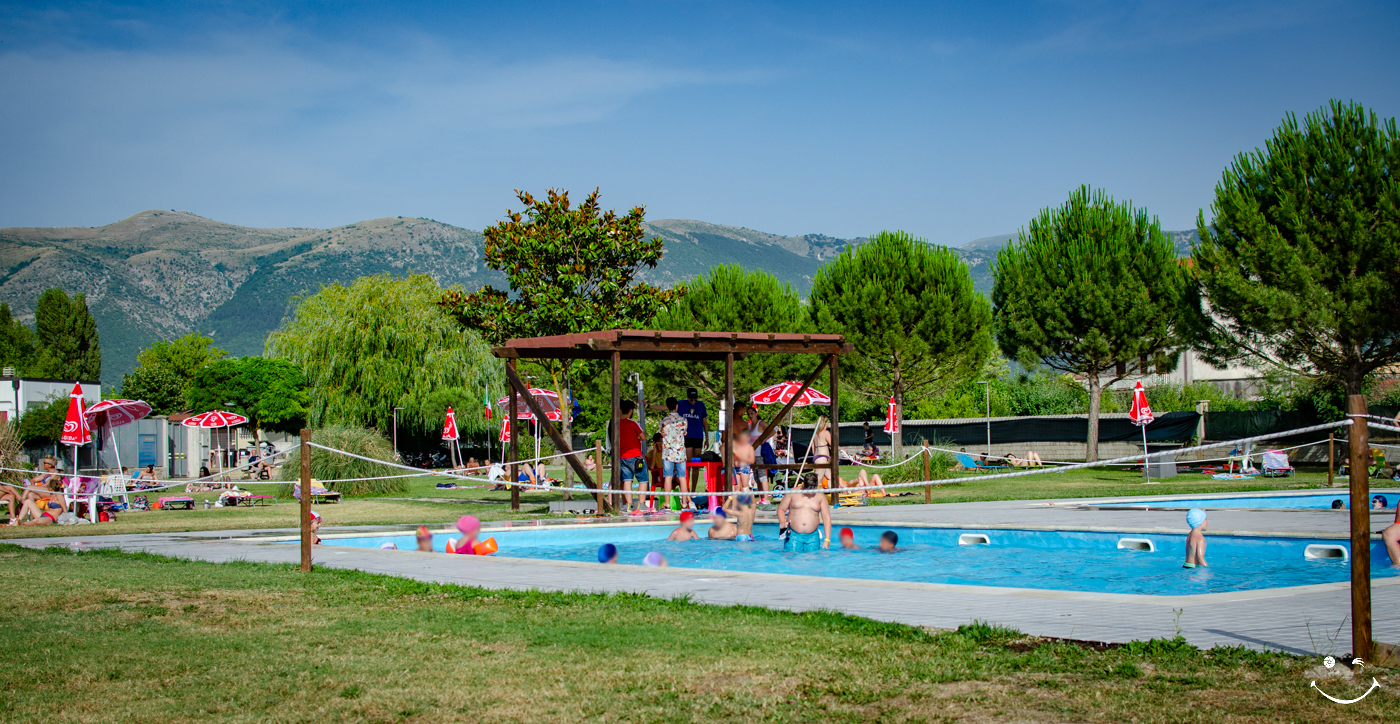
La piscina comunale

### Calcio
La squadra di calcio di Ortucchio è l'Ortygia, club fondato nel 1968. La squadra milita nei tornei dilettantistici della regione Abruzzo; i colori sociali sono il rosso e il nero.
L'A.S.D. Virtus Marsica Est è una società che opera prevalentemente nel settore giovanile.

### Pesca sportiva
Gare di pesca sportiva vengono organizzate presso il laghetto di Ortucchio. Le attività di gara di trota-lago e carp-fishing sono riservate anche alle categorie giovanili.

### Impianti sportivi
Ad Ortucchio gli impianti sportivi principali sono lo stadio comunale "Lino Raglione", per la pratica del calcio, la palestra polivalente, la piscina comunale, la pista ciclabile e un campo da tennis.